# Israel Lyons
Israel Lyons, el joven (* Cambridge, 1739 - 1 de mayo de 1775), fue un matemático, astrónomo, y botánico inglés, hijo de Israel Lyons el mayor (fallecido en 1770). Fue visto como un prodigio, especialmente en matemática, y Robert Smith, máster del Trinity College, Cambridge, lo tomó bajo su protección, pagando sus estudios. Debido a su humilde origen judío, a Lyons no se le permitió ser miembro oficial de la University of Cambridge. Así todo, su brillantez resultó en una excelente publicación Treatise on Fluxions a sus 19, y su entusiasmo por la botánica resultó en publicar un estudio de la flora de Cambridge, unos pocos años después. Un no graduado en Oxford, Joseph Banks, le pagó a Lyons para desarrollar una serie de conferencias botánicas en la University of Oxford. 
Lyons fue seleccionado por el Astrónomo Real para computar tablas astronómicas con destino al "Almanaque Náutico". Más tarde, Banks le aseguró a Lyons una posición de astrónomo para el viaje al polo Norte de 1773, dirigido por Constantine Phipps. 
Lyons se casa, en marzo de 1774, con Phoebe Pearson, hija de Newman Pearson de Over, Cambridgeshire, y pasa vivir en Rathbone Place, Londres. Allí fallece de sarampión el 1 de mayo de 1775, con solo 36 años, mientras preparaba una edición completa de las obras de Halley, esponsoreadas por la Royal Society.
- La abreviatura «Lyons» se emplea para indicar a Israel Lyons como autoridad en la descripción y clasificación científica de los vegetales.[1]